# Відбір (серія книг)
«Відбір» (англ. The Selection) — молодіжний антиутопічний роман Кіри Касс, вперше опублікований 14 квітня 2012 року у видавництві HarperCollins. Це перша книга з п'ятикнижкової серії. За нею йдуть «Еліта» (2013), «Єдина» (2014), «Спадкоємець»  (2015) і «Корона» (травень 2016). Події у двох останніх відбуваються через двадцять років після подій у перших трьох.
Крім того, було випущено чотири спін-оффи роману. Перші два — «Принц» і «Гвардія» — розповідаються з точки зору двох другорядних персонажів. «Королева» та «Фаворит» — це приквели, зосереджені на двох інших другорядних персонажах основної серії. Усі чотири романи були зібрані в один том «Довго і щасливо», включаючи бонусний контент та епілоги.
Кіра Касс заявила, що почала писати «Відбір» після того, як подумала про відмінності між Есфір і Попелюшкою, задаючись питанням, чи хоч когось з цих двох задовільняла ситуація, в якій вони опинились наприкінці. Вона також прокоментувала, що написала книгу «від початку до кінця», тоді як процес написання для її інших книг відрізнявся.  

## Сюжет
У футуристичному світі, де суспільство розділене на касти, причому найбільш процвітаючими є одиниці, які складаються з членів королівської сім'ї та еліти, тоді як вісьмірки переважно є сиротами, бездомними, споживачами наркотиків, інвалідами та безробітними. Америка Сінгер — п'ятірка, каста «людей мистецтва» (наприклад, музиканти, художники, актори, танцюристи тощо). Оскільки їхнє процвітання залежить від їхнього бажання, п'ятірки живуть життям нижчого класу. Америці, однак, байдуже, бо вона любить виступати, особливо зі скрипкою.
Принц Іллеї, Максон Шрівз, оголошує, що йде по стопах свого батька, проводячи Відбір (змагання за руку принца та корону). Незважаючи на тиск з боку матері, Америка не зацікавлена брати участь у конкурсі, тому що у неї вже є Аспен, її таємний хлопець і сусід.
Після розмови з матір'ю, яка дає їй змогу зберегти більшу частину своїх заощаджень, Америка вирішує здивувати Аспена вечерею в будиночку на дереві. Це засмучує його, оскільки він вважає, що це він повинен забезпечувати її, але не в змозі, тому що він шістка (каста слуг) і не має засобів для цього, оскільки він також повинен піклуватися про свою матір та сестер. Зрештою, Аспен вирішує розлучитися з Америкою. Кінець їхніх стосунків, а також хабар від її матері, змушує Америку взяти участь у Відборі, а далі поїхати у палац, де їй доведеться змагатися з тридцятьма чотирма іншими дівчатами, щоб завоювати серце принца. Також допомагає те, що її час у палаці супроводжується невеликою стипендією, яку надсилають її родині.
Америка легко заводить друзів (Марлі Теймс-четвірка-фермер) і ворогів (Селеста Ньюсом-двійка-модель) протягом першого тижня перебування, але її унікальна особистість також привертає увагу персоналу палацу та країни. Однак вона все ще не хоче виходити заміж за принца Максона, але випадкова зустріч у садах змушує їх подружитися. Америка все ще любить Аспена, але вона поступово починає закохуватися в принца. Після першого їхнього поцілунку Америка починає думати, що могла б вийти за нього заміж і забути Аспена. Повстанці постійно нападають на палац, що допомагає відправити додому слабких конкуренток, але також робить ситуацію напруженою, особливо коли повстанці наближаються. У змаганнях ситуація також стає напруженою, коли Америка починає ревнувати Максона, який проводить час з іншими Вибраними.
Врешті Америка знову бачить Аспена, коли він входить до палацу як новий член гвардії. Його призвали в армію, де він заслужив високі відзнаки. Поява Аспена ще більше збиває з пантелику почуття Америки, і вона починає відчувати, що вона все ще закохана в нього, коли він пробирається до її кімнати, щоб побачити її. Романтичні стосунки з кимось, крім принца, під час змагань вважаються зрадою, і покарання за зраду може бути настільки суворим аж до  смерті. Америка бачиться з Аспеном, незважаючи на можливі наслідки.
Після атаки повстанців, яка призводить до того, що ще три учасниці покидають палац, принц Максон вирішує звузити кількість дівчат з десяти до шести, називаючи їх Елітою. Коли ім'я Америки потрапляє до шести обраних, які залишаються, вона розуміє, що має почуття до Максона і може бачити себе щасливою з ним. Маючи це на увазі, вона каже Аспену, що не може продовжувати їхні романтичні стосунки. Замість того, щоб впадати у відчай, Аспен стверджує, що боротиметься ще сильніше, щоб знову завоювати її любов понад любов'ю до Максона. Книга закінчується тим, що Америка, нарешті, усвідомлює, що вона саме там, де має бути — серед еліти.

## Книги

### Основна серія
- «Відбір» (26 Березня 2012 і 24 Квітня 2012)
- «Еліта» (23 Квітня 2013)
- «Єдина» (6 Травня 2014)
- «Спадкоємниця» (5 Травня 2015)
- «Корона» (3 травня 2016)

### Приквели і сиквели
- «Принц» (5 Березня 2013 і 4 Лютого 2014)
- «Вартовий» (4 Лютого 2014)
- «Королева» (2 Грудня 2014)
- «Улюблениця» (3 Березня 2015)

### Збірки
- «Історії Відбору: Принц і Вартовий» (4 Лютого 2014). Має попередній перегляд «Єдина»
- «Історії Відбору: Королева і улюблениця» (3 Березня 2015)

## Основні персонажі
- Америка Сінгер — як і її руде волосся, Америка має бунтарський характер. Вона, як правило, володіє владним характером, який успадкувала від матері. Незважаючи на те, що у неї немає лідерських здібностей, Америка не боїться висловлювати свою думку. Наприклад, коли у «Відборі» палац піддавався нападу повстанців, Сильвія наказала покоївкам Америки носити їжу та напої Вибраним. Америка, однак, сказала їй, що Вибрані можуть подбати про себе самі, і наказала Енн забезпечувати їжею тільки королівську сім'ю. Іноді вона дуже вперта і наполеглива і може робити багато поспішних висновків. Вона також може бути лицемірною, але завжди вибачається, якщо виявляється, що вона неправа. Найбільший страх Америки під час вступу до Відбору — втратити свою індивідуальність, від чого інші обрані дівчата навіть відмовилися б, щоб зайняти трон. Загалом, Америка — дуже смілива дівчина, яка, зрештою, завжди усвідомлює помилки, які вона могла спричинити, і робить усе, щоб усе виправити. Вона завжди боїться втратити того, кого любить.
- Принц Максон — Коли Америка вперше побачила Максона по телевізору, вона подумала, що він нерозумний і впертий. Саме тому, коли вона зустрічається з ним вперше, вона неправильно розуміє його наміри і вдаряє йому коліном в пах. Однак він її прощає, і пізніше вона розуміє, що насправді принц є дуже добрим джентльменом. Згодом вони стали друзями, спілкувалися один з одним, ділилися секретами та веселилися разом. Америка допомогла йому краще зрозуміти своє королівство і допомогти нижчим кастам. Максон захоплюється Америкою за її сильну волю, мужність, доброту та почуття честі. На початку «Відбору» він згадує, що хоче бути поряд з нею, щоб ці риси були притаманні йому. Він любить чесність і правду, і він спеціально попросить Америку довіряти йому і його рішенням, і завжди бути з ним відкритою. Він дуже закритий: йому не подобається, коли люди втручаються в його особисте життя (особливо під час відбору, де камери стежать за кожним його кроком), або коли еліти пліткують один з одним про те, що він з ними робить чи ні.
- Аспен Леджер — любить Америку і планує згодом одружитися з нею, але знає, що для неї краще взяти участь у відборі, щоб допомогти своїй родині. Америка постійно думає про Аспена у кількох частинах роману. Він часто ставить під сумнів стосунки, які вона має з Максоном через складне минуле, яке він має з Америкою. Після того, як Америку обирають для відбору, його закликають до армії, де він отримує найвищі нагороди у своєму класі, а потім підвищують до члена королівської гвардії в палаці.
- Марлі Теймс — член еліти і найкраща подруга Америки. Марлі вперше зустріла Америку Сінгер, коли вони їхали до палацу. Америка і Марлі подружилися, щойно сіли в літак. Ці двоє швидко знайшли спільну мову. Після першого побачення Марлі з принцом Максоном Марлі втратила інтерес до принца, але не хотіла залишати Відбір, оскільки її таємний хлопець Картер Вудворк був охоронцем у палаці.
- Селеста Ньюсом — член еліти, вона двійка і працювала моделлю. Селеста має відчуття переваги над конкурентами з нижчої касти, такими як Америка Сінгер і Марлі Теймс. Вона впевнена в собі, зарозуміла, вміє використовувати свою красу і готова на все, щоб перемогти, навіть порушуючи правила відбору. Вона обманом змушує Анну Фармер дати їй ляпаса після критики батьків, через що Анну виключають із змагань (оскільки насильство проти інших конкурентів суперечить правилам). Перед інтерв'ю з Гаврилом Фадеєм Селеста наказує Америці помінятись сукнями. Коли Америка відмовляється і називає Селесту «нахабною», Селеста розриває один із її рукавів і йде геть. Марлі та Емміка допомагають приховати розірваний рукав. Вона подружилася з останніми кількома «елітами».
- Кріс Емберс — член еліти. У неї каштанове волосся і вона  трійка. Америка зауважує, що Кріс зблизилася з Максоном протягом усього періоду написання книги.
- Еліза Вікс — член еліти, яка має родинні зв'язки з Новою Азією, країною, з якою Іллеа воює.
- Наталі Лука — член еліти, чию сестру вбили повстанці. Вона блондинка, і Америка сприймає її як людину яка витає в хмарах. Безтурботний дух.
- Кларксон Шрівз — король Іллеї і батько Максона, його часто вважають суворим. Дівчата реагують зі страхом, коли він злиться. Америка його не любить. З'ясувалося, що він збив Максона Шрівза.
- Емберлі Шрівз — королева Іллеї і мати Максона. Вона з Гондурагуа і була четвіркою, поки не вийшла заміж за короля Кларксона в кінці його відбору. Америка описує її як добросердну. Її дуже люблять усі її люди.
- Сім'я Америки — Америка має 2 братів і 2 сестер: Кенну, Кота, Мей і Джерада. Усі в родині Сінгерів виросли далеко від Коти, оскільки він став егоїстом і марнославним, коли переїхав (він займався мистецтвом і продав свою роботу за велику кількість грошей, і тому він намагався заробляти все більше і більше, тому що якщо ви заробляєте достатньо грошей, ви можете піднятися вгору в кастовій системі). Кенна щасливо вийшла заміж за чоловіка на ім'я Джеймс Орденс (який є четвіркою, що дозволило Кенні також стати четвіркою), і після їхнього шлюбу у них народилася спільна дитина, яку вони назвали Астра, а невдовзі — хлопчик, якого назвали ім'ям Лев. Мей і Джерад — наймолодші в родині Сінгерів, Мей малювала разом із батьком у своїй майстерні, а Джерад хотів би ганяти м'яча, але знав, що повинен якось допомогти своїй сім'ї, тому малював разом із батьком та Мей. Шалом Сінгер і Магда Сінгер — батьки Америки, і вони відіграють більшу роль у житті Америки, ніж мали б. Америку ніколи б не підкупили у відборі, якби не її вперта і запальна мама, а Америка ніколи б не мала сміливості і жадоби змін, якби не її тато.

## Рецензія
Publishers Weekly дав позитивну рецензію на книгу, вихваляючи характер Америки. School Library Journal, MTV і Booklist дали позитивні відгуки про «Відбір», тоді як Kirkus Reviews розкритикували роман. The A.V. Club дав переважно позитивну рецензію, коментуючи, що це «щось на кшталт обману Голодних ігор, але принаймні розважальний». Роман отримав премію Young Hoosier Book Award 2017 (середній клас).

## Полеміка
12 січня 2012 року на сайті рецензування книг Goodreads та в блозі рецензента була опублікована рецензія на книгу Касс «Відбір». Пізніше того ж дня літературний агент Кіри Касс Елана Рот опублікувала серію принизливих твітів у соціальній мережі Twitter. У розмові, яку Касс і Рот вважали приватною, але насправді була публічною, Рот назвала імена рецензентів. І Рот, і Касс працювали над тим, як найкраще зменшити негативний відгук і підвищити позитивні відгуки, маніпулюючи системою рейтингу.  Суперечка викликала статтю Publishers Weekly, яка виступала проти цієї практики, і викликала обурення багатьох рецензентів, блогерів і публікацій проти кіберзалякування непрофесійних рецензентів з боку авторів і агентів.

## Адаптації
У 2012 році Кас оголосила, що The CW купили права на її серіал з наміром перетворити його на телесеріал. У серіалі зіграє Еймі Тігарден як Америка Сінгер, але пілот не була обрана до серіалу осіннього телевізійного сезону 2012 року. Друга пілот була замовлена для CW у 2013 році, з Яель Гробглас у головній ролі того самого персонажа, але також не була обрана мережею.
У 2015 році Warner Bros. оголосили, що купили права на екранізацію книги. Деніз Ді Нові та Елісон Грінспен з DiNovi Pictures будуть продюсувати фільм разом із Поуєю Шахбазіаном, а сценарій напише Кеті Лавджой.
У квітні 2020 року було оголошено, що Netflix буде адаптувати першу книгу. Як сказано в статті Variety, режисером фільму буде саудівська режисерка Хайфа Аль-Мансур, яка раніше співпрацювала з Netflix у фільмі «Довго і щасливо»Nappily_Ever_After 2018 року. Продюсерами будуть Поуя Шахбазіан і Деніз Ді Нові, а Маргарет Френч Айзек стане виконавчим продюсером.